# 낭만 캠퍼스
《낭만 캠퍼스》는 2023년에 개봉한 대한민국의 영화이다.

## 캐스팅
- 신민재 : 민재 역
- 송보은 : 미오 역
- 이경욱 : 경욱 역
- 설유진 : 유진 역
- 현진영 : 현진영 역
- 박동기 : 대표 역
- 김주영 : 선배 역
- 김세환
- 전이서 : 배우 1 역
- 김선예 : 배우 2 역
- 강민태 : 매니저 역
- 김조운 : 형사 1 역
- 정종우 : 형사 2 역 (우정출연)